# Carlos J. Lambert
Carlos José Lambert, Charles Joseph

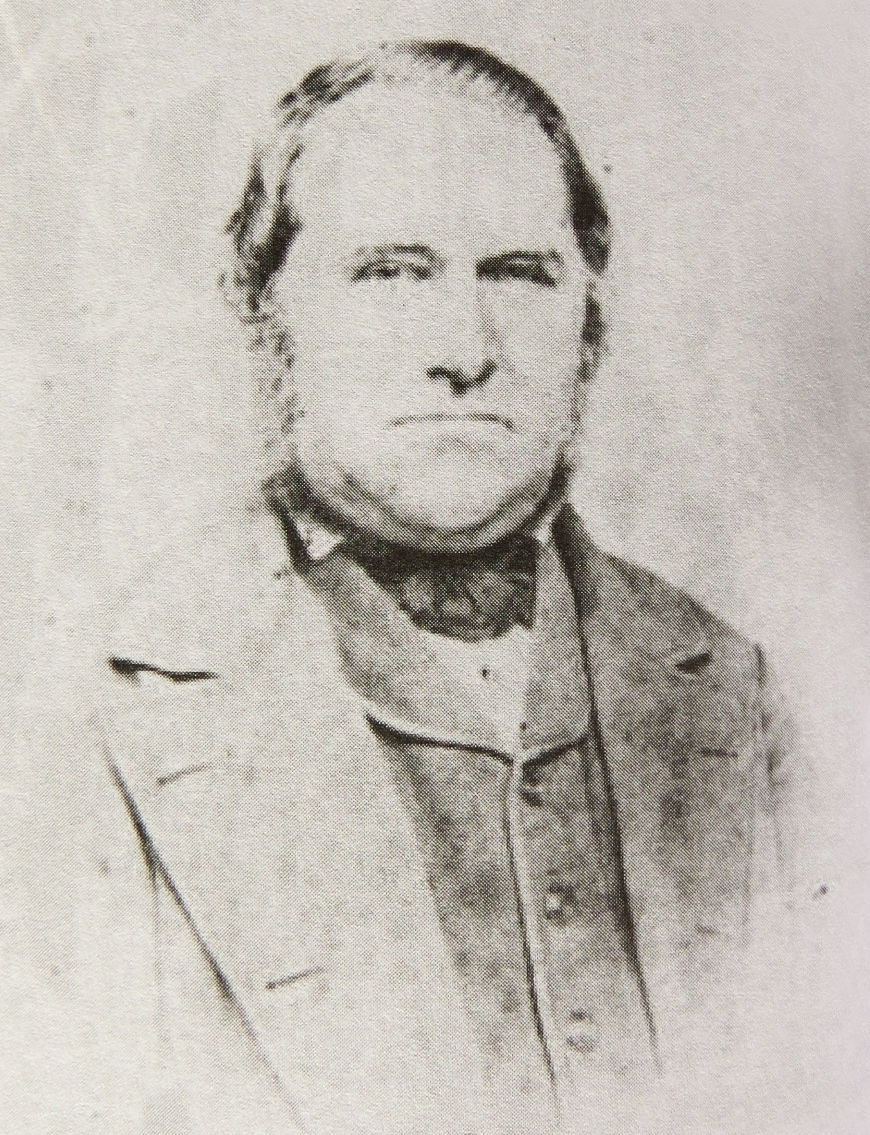
Carlos José Lambert.

Lambert o Carlos segundo (La Serena?, 1826 - Reino Unido, 11 de julio de 1888) fue un industrial minero chileno, hijo del industrial minero alsaciano Charles Saint Lambert y de madre inglesa.

## Juventud y estudios
No hay datos de su inscripción ni bautismo puesto que fue hábito de sus padres cumplir con tales trámites a bordo de navíos británicos.
Estudió y vivió gran parte de su juventud en Inglaterra aunque alternó labores desde 1851 en adelante cuando junto con su cuñado Edward Bath debieron conducir los negocios que su padre mantenía en todo el norte chico.

## Actividad en Chile
Tomó nombradía minera como impulsor del horno fundidor a soplete, técnica que su padre ya había introducido en el país en 1848. Tales técnicas distinguieron sus fundiciones de Tambillos y Panulcillo.
Como agricultor destaca su explotación de la hacienda Valdivia, en el interior del valle del río Rapel (Limarí), donde aún se alza la casa patronal levantada en su tiempo y persisten los pircados de estilo galés para cercar potreros y caminos. En dicho sitio explotó yacimientos en la quebrada de la plata, contigua al río Palomo.
Impulsó el ferrocarril La Serena - puerto de Coquimbo, siendo comisionado y accionista de este proyecto logró conectar La Compañía (a unos 2 km al nororiente del centro de La Serena) y La Puntilla (cerca del actual edificio "El escuadrón" en el puerto), dos extremos donde sus empresas tenían planta de fundición y acopio. Impulsó la explotación del ganado lanar importado desde Inglaterra y Australia. También manejó ganado ovino.
En La Serena impulsó el sistema de drenaje para disecar las vegas, llegando a proponer la construcción de un canal que desplazaba aguas del río Elqui hasta el Culebrón cerca del puerto, para drenar la zona costera de la bahía de Coquimbo.
Se le indica como el constructor de las fortificaciones de la bahía de Coquimbo al inicio del conflicto de la Guerra del Pacífico; se registran a lo menos tres de ellas distribuidas a lo largo de la costa. Una llamada "Coquimbo", en el puerto de Coquimbo, hoy en día "Fuerte Lambert"; las otras dos se ubicaban en La Serena en lo que hoy es la Avenida del Mar, al sur del Faro de La Serena, llamadas "La Serena" y "Chile" respectivamente. El emplazamiento de estos cañones obedecía a razones estratégicas, proteger el puerto, lugar de salida de los minerales de Lambert hacia Swansea; y en La Serena evitar un ataque a las fundiciones del empresario minero en "La Compañía" que estaban un par de kilómetros al interior de la desembocadura del río Elqui. Se pensaba que las fuerzas peruanas intentarían bloquear o paralizar la industria minera de la zona, elemento vital para sostener la economía en época de guerra.

## Filantropía
Fue también filántropo, sustentó el hospital de La Serena y el de Vicuña, manteniéndolos a sus expensas. Financió la comisión de salubridad para combatir el cólera y la viruela, además de las obras llamadas "Olla del pobre". En Navidad acostumbraba salir con su familia cargado de paquetes que iba regalando a las familias modestas de La Serena.

## Su hijo y la vuelta al mundo
Participó en el viaje alrededor del mundo en el yate de su compañía, el "Wanderers", hecho entre 1881 y 1883 con su familia para llegar hasta las islas de Hawái y honrar la memoria de uno de sus hijos, también llamado Carlos, quien murió ahogado el 20 de noviembre de 1874 cuando desempeñaba labores incorporado a la marina de S.M.B. Allí, al igual que cerca de la casa de la familia, en la Compañía Alta, levantó un cenotafio y una cruz que lo recuerda.
Tuvo un segundo hijo, a quien también llamó Carlos, que había casado en La Serena en 1887 y luego se trasladó a Inglaterra.
Su viuda Moddie Woddehause casó en segundas nupcias con el senador de la república de Chile, Romualdo Silva Cortés, quien dilapidó la fortuna de los Lambert, tanto como para que en 1908 la solariega casona de la familia Lambert en La Compañía fuese vendida en subasta que se asignó el obispado de La Serena para destinarla a casa de ejercicios y más tarde a asilo de ancianos, en cuya condición permanece.

## Fallecimiento
Carlos J. Lambert falleció en Gran Bretaña el 11 de julio de 1888, a la edad de 62 años, sus descendientes se radicaron en Inglaterra.